# Leucochrysa notha
Leucochrysa notha är en insektsart som beskrevs av Navás 1913. Leucochrysa notha ingår i släktet Leucochrysa och familjen guldögonsländor. Inga underarter finns listade i Catalogue of Life.